# Pal·làncion
Pal·làncion (grec antic: Παλλάντιον, llatí: Pallantium) fou una ciutat d'Arcàdia del districte de Menàlia, suposadament fundada per Pal·les, el fill de Licàon. Era a l'oest de Tègea, a una plana anomenada Pal·làntica (Pallantikon pedion). Segons Pausànias, així ho explica Estesícor a la seva obra perduda sobre Geríon (Γηρύονος, Geryonis).

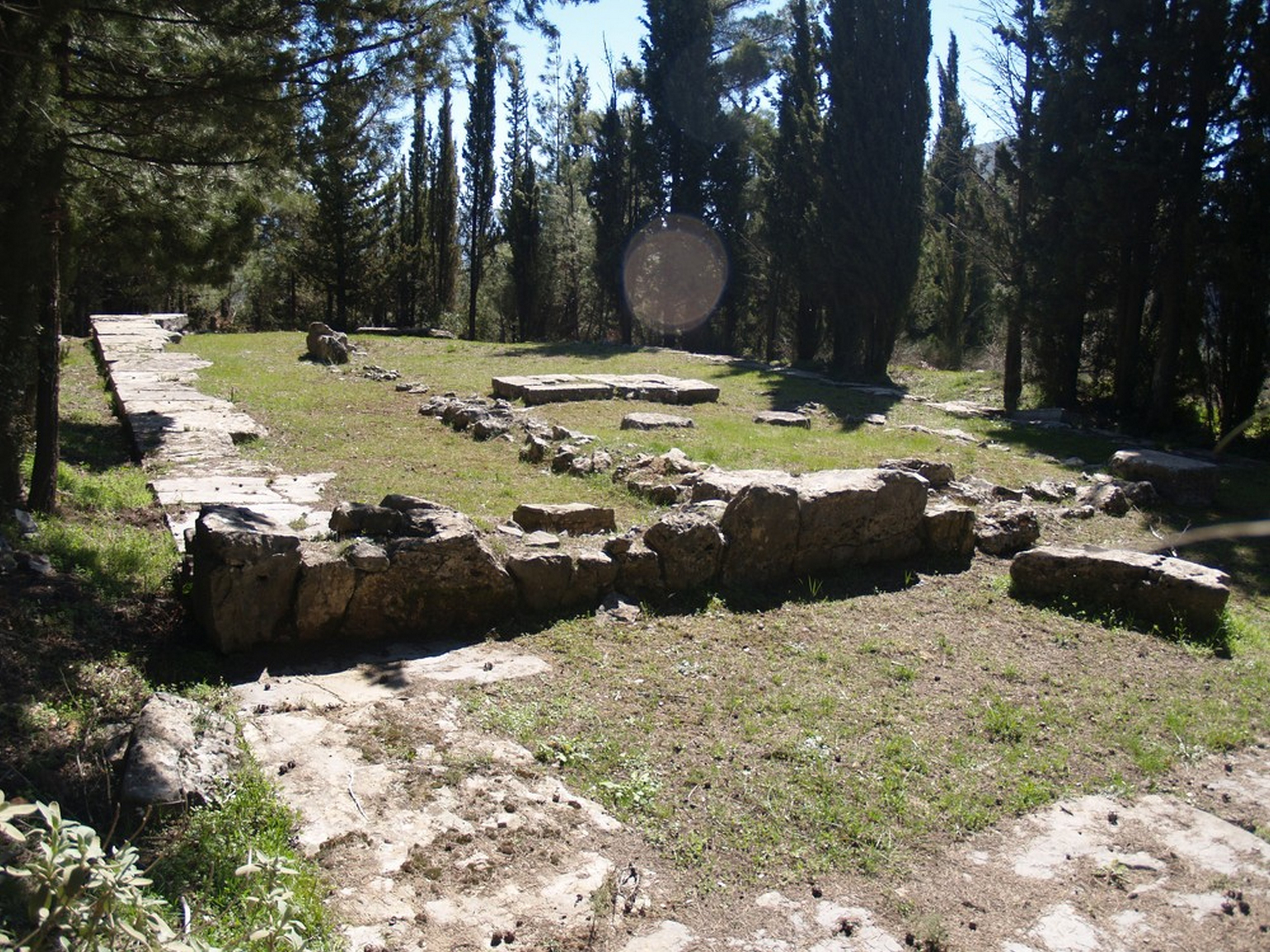
Ruïnes de Pal·làncion

Xenofont diu que el beoci Epaminondas creia que els habitants de Pal·làncion se li ajuntarien com a aliats a la batalla de Mantinea l'any 362 aC.
Pausànias potser és l'autor que parla més d'aquesta ciutat, i diu que va ser una de les poblacions que pertanyien al territori de Mènal que es van unir per formar Megalòpolis. Afegeix que els arcadis havien fundat una ciutat a Itàlia a les ribes del Tíber, que posteriorment va ser una part de Roma, i li van posar per nom Pallantium en honor de la ciutat d'Arcàdia. Per aquest motiu l'emperador Antoní Pius va donar drets a la ciutat, la va engrandir i la va nomenar ciutat «lliure i autònoma».
A Pal·làncion Pausànias hi situava un temple que tenia estàtues de Pal·las i d'Evandre, i un santuari de Demèter i Persèfone. A la vora, s'hi aixecava una estàtua en honor de Polibi. També diu que la ciutat tenia un cim amb una acròpoli on s'hi celebraven sacrificis a uns déus dels quals no se'n podia dir el nom.
Les restes de la ciutat es van descobrir al segle xix prop de Makri, entre Tripolitza i Leondari, i havien estat usades com a pedrera pels habitants de Tripolitza.